# Yael German
Yael German (Hebreeuws: יעל גרמן) (Haifa, 4 augustus 1947) is een Israëlische politica van Yesh Atid die aanvankelijk bij Meretz behoorde. Ze is lid van de Knesset.
German studeerde geschiedenis aan de Universiteit van Tel Aviv. Sinds 1979 woonachtig in Herzliya (een noordelijke voorstad van Tel Aviv), werd ze in 1993 namens Meretz verkozen in de gemeenteraad en in 1998 gekozen tot burgemeester welk ambt ze tot 2013 bekleedde. In die hoedanigheid verzette ze zich tegen een uitbreiding van het aantal antennes voor mobiele telefoons in de stad. Haar inzet was succesvol want deze leidde er uiteindelijk toe dat de Knesset een wet aannam die hier paal en perk aan stelde.
In 2013 kwam ze na de verkiezingen voor Yesh Atid in de 19e Knesset terecht en werd ze als minister voor gezondheidszaken in het kabinet-Netanyahu III opgenomen. Haar ministerschap duurde tot december 2014 toen zij aftrad omdat eerder Yair Lapid (politiek leider van Yesh Atid) uit het kabinet was ontslagen. Na de verkiezingen van 2015 zetelt ze in de 20e Knesset.
Yael German is getrouwd en heeft twee kinderen.